# 黄一鹤
黄一鹤（1934年4月—2019年4月8日），辽宁沈阳人，中国大陆导演，曾在中国中央电视台工作。因在1983年至1986年及1990年担任中国中央电视台春节联欢晚会导演而知名，被誉为“春晚之父”。2019年4月8日凌晨，黄一鹤导演逝世，享年85岁。

## 生平
1949年加入中国人民解放军，在解放军某文工团从事文艺工作，1950年随部队参加朝鲜战争。后来解放军某文工团解散，黄一鹤转业到北京电视台（现中国中央电视台），成为一名电视编导。1978年，参加全国第四届文代会。
1983年，黄一鹤以首次现场直播和开设观众互动电话的形式，开办了第一届中国中央电视台春节联欢晚会，并任该晚会的总导演。之后在1984年－1986年、1990年的春晚担任总导演。
从央视退休后，黄一鹤独立执导和参与策划地方台春晚近千台，2010年任黑龙江卫视春晚总导演，2011年又受邀执导了宁夏春晚《我的家在宁夏》。